# Нижняя (Свердловская область)
Нижняя — деревня в Свердловской области России, входит в Ирбитское муниципальное образование. 

## Географическое положение
Деревня Нижняя муниципального образования «Ирбитское муниципальное образование» расположена в 16 километрах (по автотрассе в 19 километрах) к востоку-юго-востоку от города Ирбит, на правом берегу реки Ница.

## Население
| 2002 | 2010 | 2021 |
| ---- | ---- | ---- |
| 235  | ↘177 | ↘149 |